# リヴァプール市電
リヴァプール市電（リヴァプールしでん）は、かつてイギリス（イングランド）の都市・リヴァプールに存在した路面電車。市内中心部を始めとした大規模な路線網を有していたが、第二次世界大戦後は路線網が縮小し、1957年までに廃止された。

## 歴史
リヴァプール市内における最初の軌道交通は1861年に導入されたプレスコット・ロード（Prescott Road）沿いを走る馬車鉄道であったがこれは短期間での営業に終わり、本格的な営業運転が始まったのは、リヴァプール市内中心部からディングルへ向かう、1869年2月に開通した路線であった。リヴァプール軌道会社（Liverpool Tramways Company）によって運営されていたこの馬車鉄道は短期間で急速に路線網を拡大していき、1879年にはリヴァプール乗合馬車会社（Liverpool Omnibus）と合併しリヴァプール・ユナイテッド軌道・乗合馬車会社（Liverpool United Tramway & Omnibus Co.）となった。
1896年時点でリヴァプール市内では合計267両の馬が牽引する客車が使用されていたが、同年にリヴァプール・ユナイテッド軌道・乗合馬車会社（Liverpool United Tramway & Omnibus Co.）はリヴァプール市に買収され、路線の電化工事が開始された。そして1898年11月16日に最初の路面電車が営業運転を開始し、以降1903年までに全線の電化が完了した。これらの電化に際して、一部の系統には一等車が導入され、1923年に等級が廃止されるまで運用が行われた。
以降、リヴァプール市は20世紀前半にかけて路面電車網の拡大を続ける一方で、新型車両や系統番号の導入といった利便性の向上の施策が継続的に実施された。特に1920年代以降開通した路線網の多くは道路から独立した専用軌道となっており、高速化が図られた。また、1930年代に導入された新型2階建て車両は、当時の流行の最先端であった流線形を取り入れたデザインが採用され、ボギー車は「グリーン・ゴッデス（Green Goddess）」、2軸車は「ベイビー・グランド（Baby Grand）」と言う愛称で親しまれた。これらの施策により、リヴァプール市電は1920年代から1930年代にかけて、イギリスでも最先端の路面電車と称された。

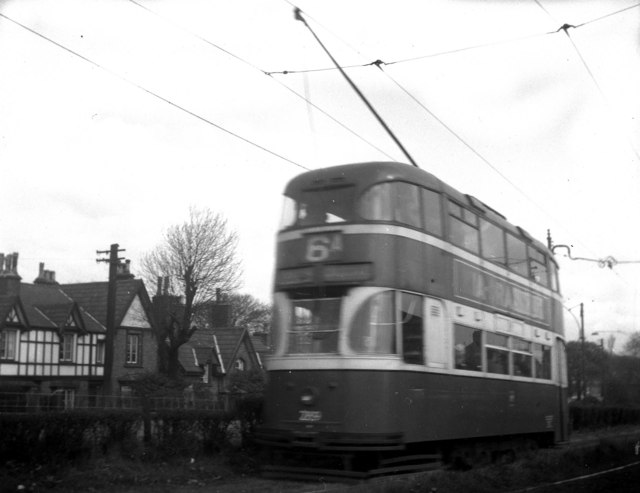
流線形の2軸車「ベイビー・グランド」（1957年撮影）

しかし、第二次世界大戦中の度重なる被害を経て、これらの路線網や車両、施設はリヴァプールの街と共に荒廃し、戦後は復興の中で交通機関の再編が大きな課題となった。そして、一連の公共交通機関との比較の結果、コスト面で路面電車よりも路線バスの方が有利であると判断され、1945年10月にリヴァプール交通委員会は路面電車の将来的な廃止を決議した。
そして、1948年に市内を走る環状系統（26・27号線）が廃止されたのを皮切りに、リヴァプールの路面電車網は急速に路線網は縮小し、それに伴う車庫の閉鎖も相次いだ。1951年時点で残存していた系統数は15（ラッシュ時のみの系統を除く）で、車両数は350両であり、以降も系統の廃止・区間の縮小や車両の廃車が進められた。そして、最後に残された6A号線と40号線が廃止されたのは1957年9月14日であった。

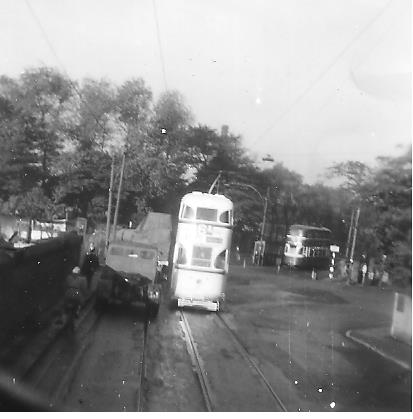
最終日のリヴァプール市電（1957年撮影）
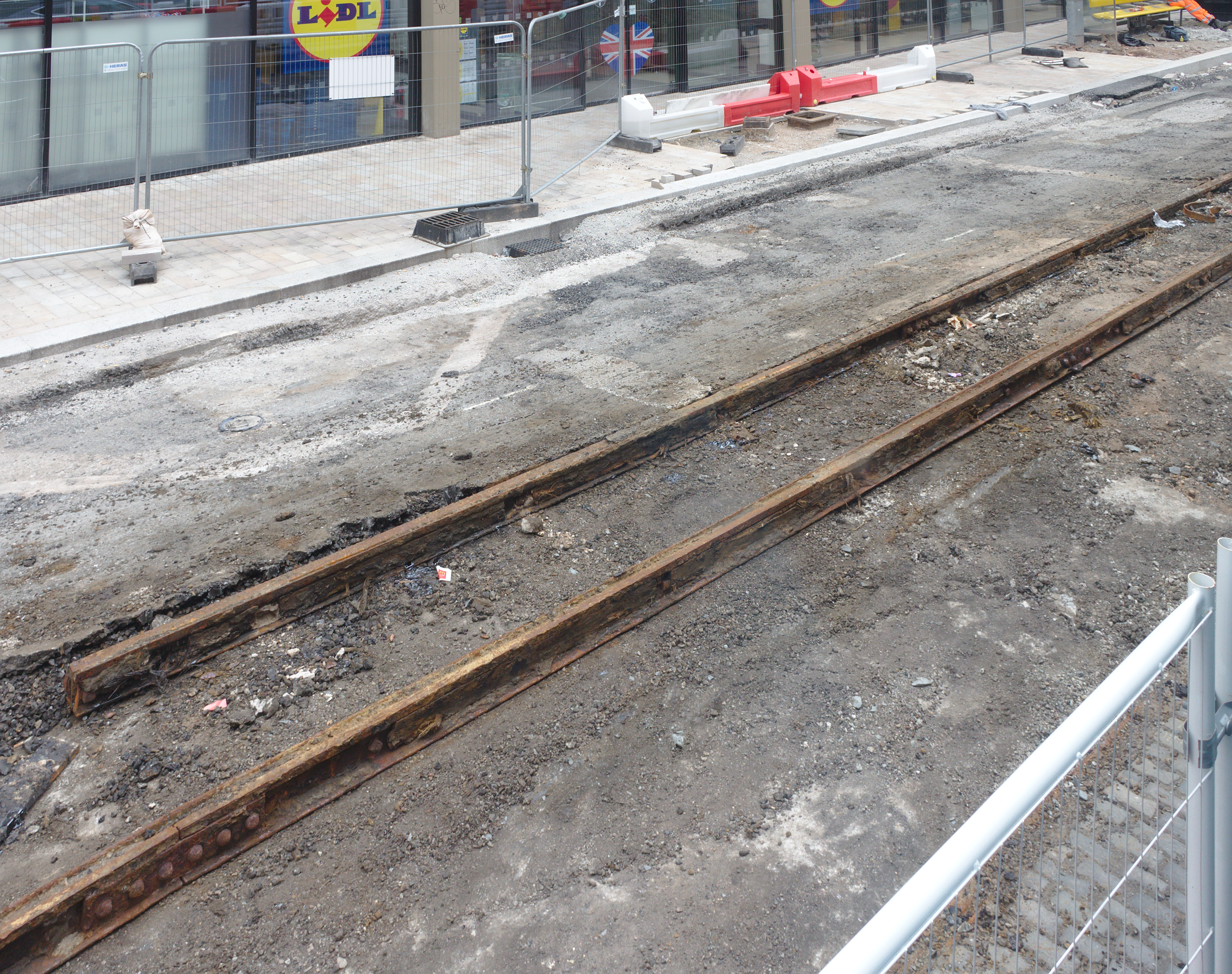
道路の整備中に露出した廃線跡（2011年撮影）

## 保存
2024年時点で保存されているリヴァプールの路面電車車両は、馬車鉄道時代の車両も含め以下の通りである。
- 43 - 馬車鉄道時代の2階建て客車。ウィラル交通博物館（英語版）で保存[10]。
- 245 - 2階建て2軸電車「ベイビー・グランド」。ウィラル交通博物館で保存[6][11]。
- 293 - 最終列車に使用された「ベイビー・グランド」。アメリカ合衆国のシーショアー路面電車博物館（英語版）で保存[12]。
- 762 - 1931年製の2階建てボギー電車。1950年代に廃車後は市立公園で保存されたが荒廃が進み、1977年にマージーサイド路面電車保存協会（Merseyside Tramway Preservation Society）が購入し長期に渡る復元作業が実施された。ウィラル交通博物館で保存[13]。
- 869 - 流線形上の車体を有する2階建てボギー電車「グリーン・ゴッデス」。国立路面電車博物館（英語版）で保存されている[14]。

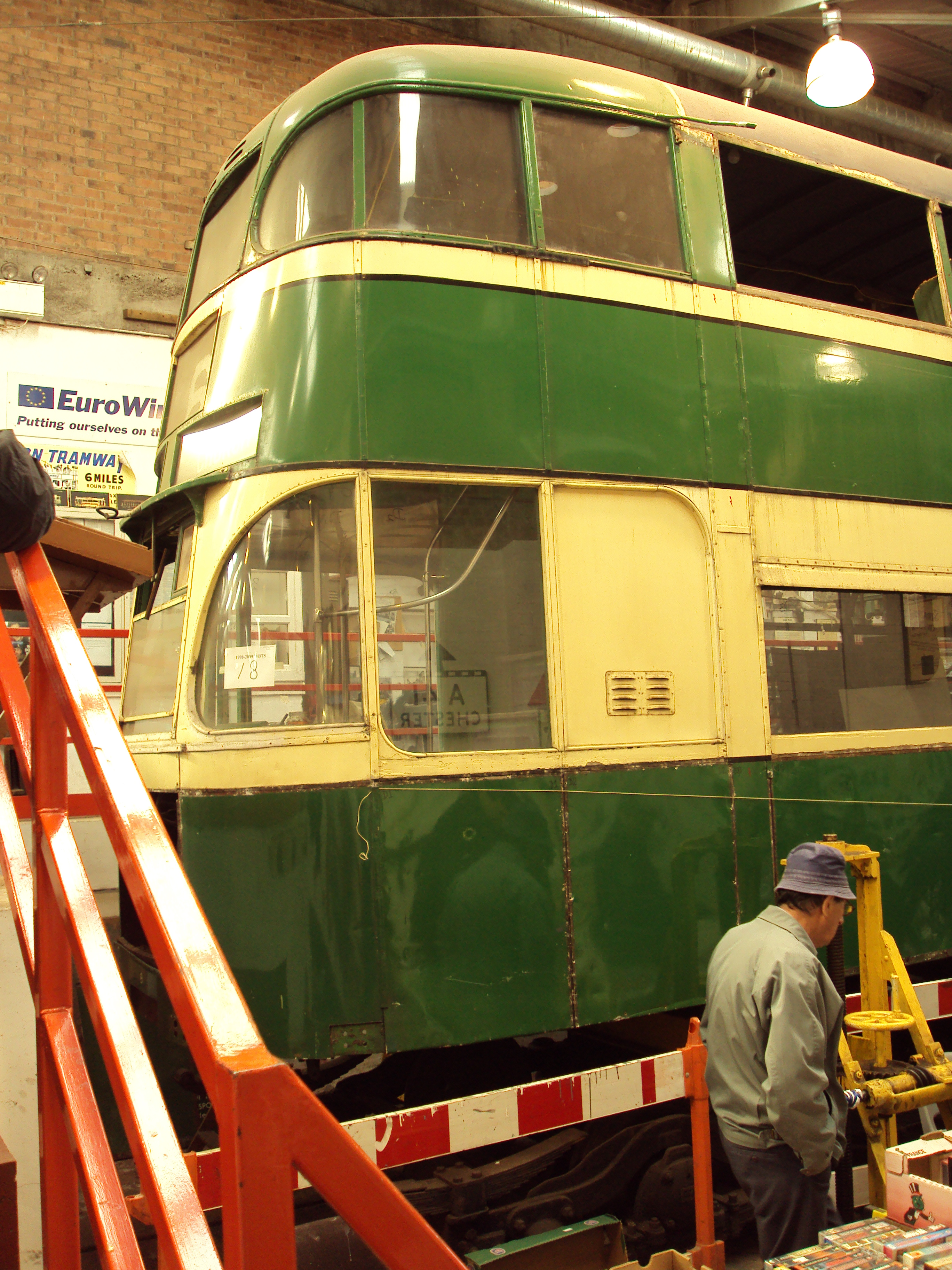
245（2009年撮影）
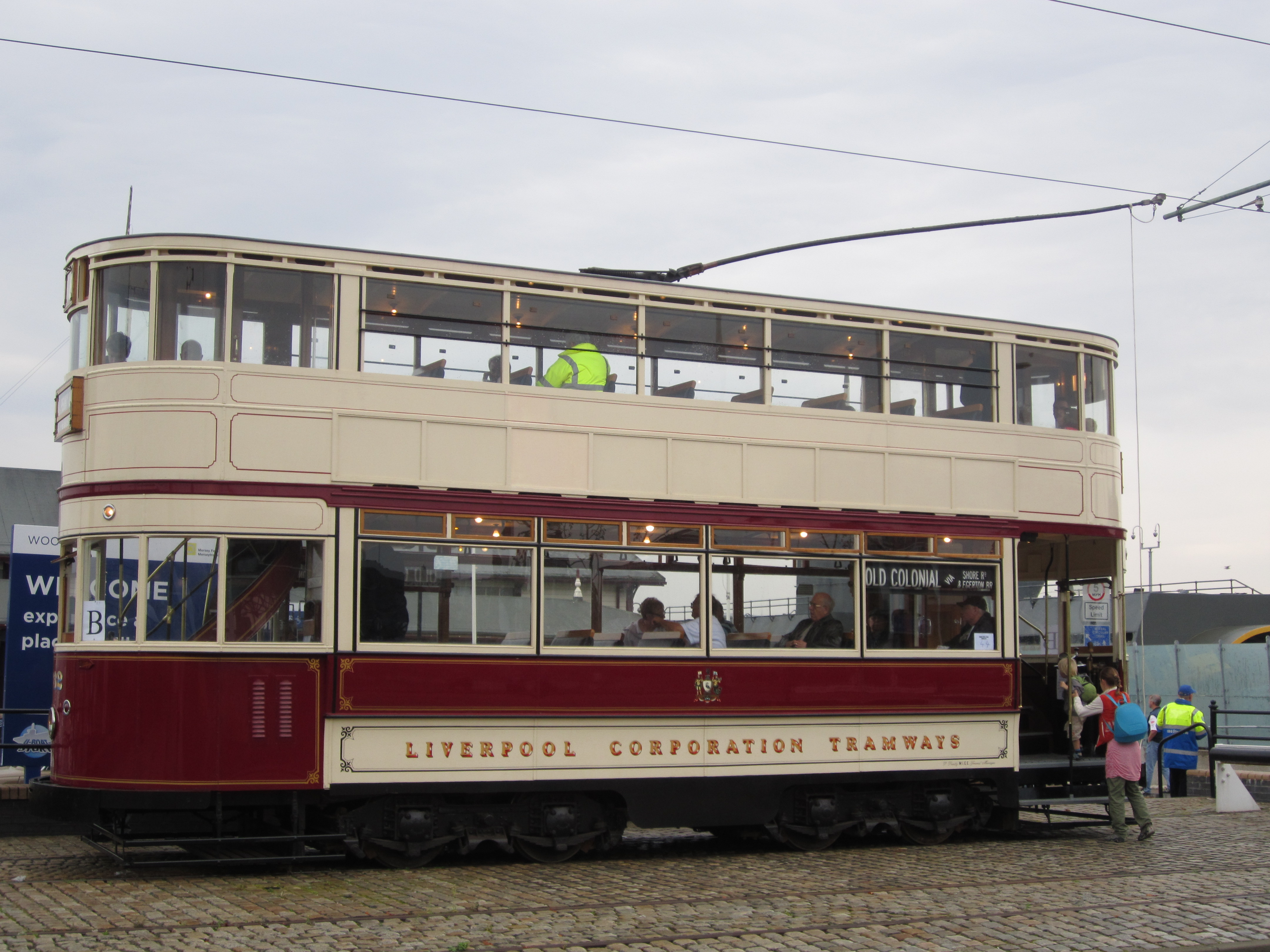
762（2011年撮影）
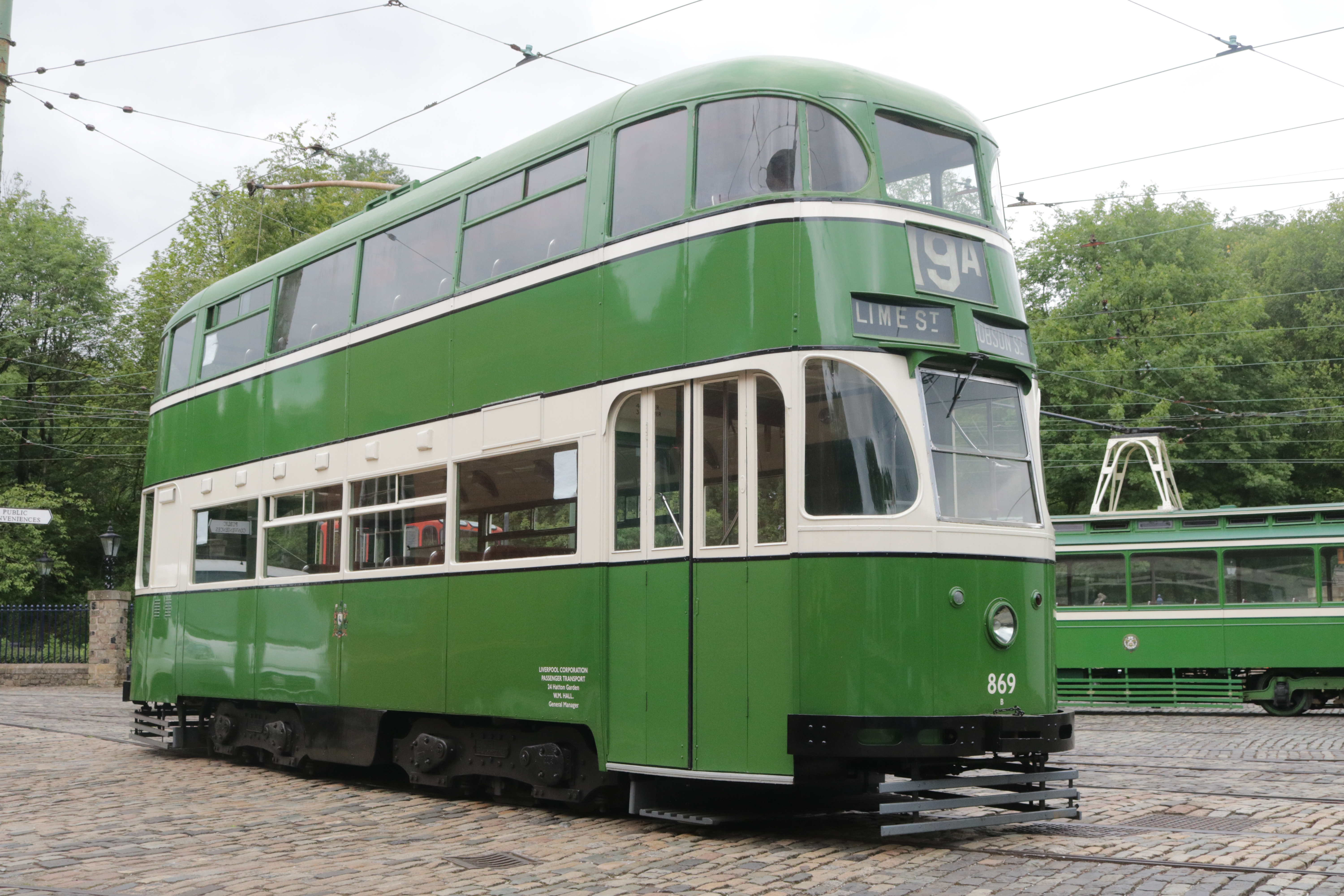
869（2019年撮影）

## 参考資料
- Michael H. Waller; Michael P. Waller (1992). British & Irish Tramway Systems since 1945. Ian Allan Publishing. ISBN 0711019894